# فرنسيسكو إسبيغو
فرنسيسكو إسبيغو (بالإسبانية: Francisco Espejo)‏ هو محامي فنزويلي، ولد في 16 أبريل 1758، وتوفي في 15 يوليو 1814 في بلنسية في فنزويلا بسبب إعدام رميا بالرصاص.